# Маргарет Кларк
Маргарет Кларк (англ. Margaret Clarke; 1 серпня 1884[а], Ньюрі, Північна Ірландія — 31 жовтня 1961, Дублін, Ірландія) — ірландська художниця-портретист.

## Біографія
Маргарет Крілі народилася 1 серпня 1884[а] року у Н'юрі, графство Даун. У сім'ї було шість дітей. Батько — Патрік Крілі (англ. Patrick Crilley).
Маргарет спочатку думала бути вчителем, для цього вона разом із сестрою Мері вчилася у технічній школі Н'юрі. 1905 року вона отримала стипендію на відвідування Дублінської школи мистецтв. Там вона навчалася у Вільяма Орпена, який вважав, що вона є однією із найбільш перспективних його учнів. Вона завершила навчання в 1911 році, отримавши сертифікат вчителя мистецтв, і почала працювати помічником Орпена.
1914 року Маргарет вийшла заміж за Гаррі Кларка, який вчився із нею, чим дуже здивувала свою сім'ю та знайомих. Подружжя переїхало жити у квартиру по вулиці Норт Фредерік (англ. North Frederick Street), 33. У них було троє дітей — Майкл, Девід та Енн. В 1915 році Волтер Кларк, брат Гаррі, одружився із Мері, сестрою Маргарет.
1931 року помер Гаррі Кларк, і Маргарет стала директором «Harry Clarke Stained Glass Studios». Вона померла 31 жовтня 1961 року, у Дубліні. Її поховали на кладовищі Редфорд (англ. Redford cemetery), Грейстонс, графство Віклоу.
2 листопада 2007 року у Н'юрі їй була встановлена блакитна меморіальна дошка.

## Творчість

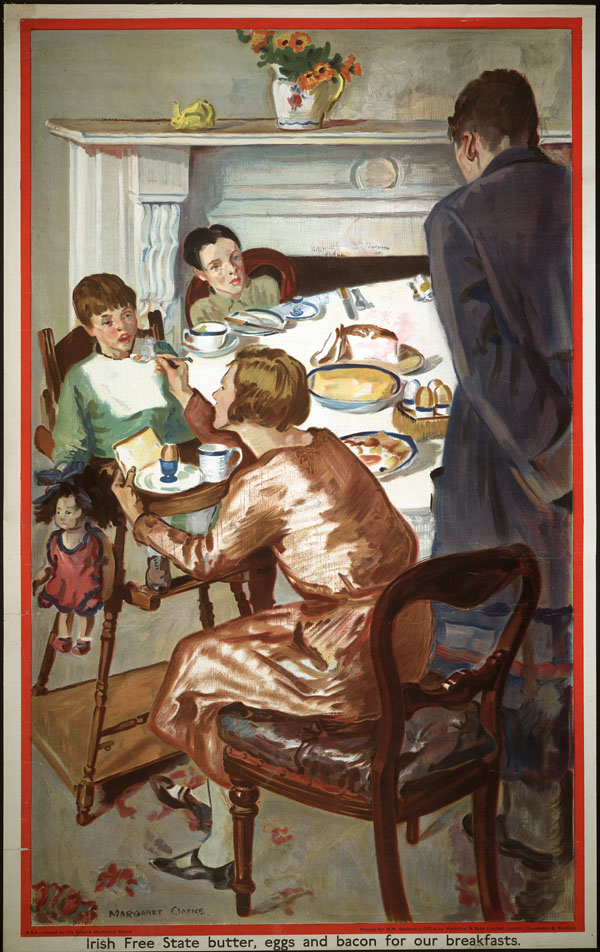
«Масло, яйця та бекон для нашого сніданку забезпечені Ірландською державою»

1913 року була її перша виставка у Королівській Гібернійській академії. Протягом наступних сорока років, до 1953 року, вона виставила там більше 60 творів, більшість із яких були портретами. Їй замовляли портрети Дермод О'Браян, президент Еймон де Валера, Єпископ МакКвейд та Леннокс Робінзон.
Маргарет та Гаррі Кларки із Шоном Кітінгом проводили багато часу на островах Аран, внаслідок чого Маргарет написала низку пейзажів звідти.
1939 року її манера малювання була охарактеризована як:
|  | (...)надзвичайні малюнки у яких індивідуальність передана декількома швидкими економними лініями Оригінальний текст (англ.) (...)remarkable drawings in which individuality is caught in a few swift economical lines |

За життя Маргарет Кларк отримала багато нагород, включаючи «Тайлтеннські» золоту, срібну та бронзові медалі 1924 року, ще «бронзу» в 1928 та 1932 роках. 1926 року вона була обрана асоційованим членом КГА (ARHA), членом КГА в 1927 році. 1943 року Маргарет була призначена членом виконавчого комітету Ірландської виставки сучасного мистецтва.
Її роботи зберігаються у Національній галереї Ірландії, галереях Г'ю Лейн, Кроуфорд-Арт, в Ольстерському музеї, Лімерикській міській галереї мистецтв та Лімерикському університеті та ірландському коледжі в Римі.

## Виноски
1. 1 2  Margaret Clarke (1888-1961)
2. ↑  https://artuk.org/discover/artworks/irish-free-state-butter-eggs-and-bacon-257356
3. ↑  https://artuk.org/discover/artworks/coal-mining-160936
4. 1 2 3 4  Clarke, Frances (2009). Clarke (Crilley), Margaret. У McGuire, James; Quinn, James (ред.). Dictionary of Irish Biography. Cambridge: Cambridge University Press.
5. 1 2 3 4 5  Pyle, Hilary. Margaret Clarke RHA. Hidden Gems and Forgotten People. Архів оригіналу (PDF) за 3 березня 2016. Процитовано 9 травня 2015.
6. 1 2 3 4  Pyle, Hilary (2007). Darling Margaret: A Look at Orphen's Favourite Pupil (PDF). Irish Arts Review. Spring. Архів оригіналу (PDF) за 18 травня 2015. Процитовано 9 травня 2015.
7. 1 2 3  Margaret Clarke (1888-1961). National Gallery of Ireland. Архів оригіналу за 18 травня 2015. Процитовано 9 травня 2015.
8. ↑  Costigan, Lucy. Harry Clarke - Biography. Harry Clarke. Архів оригіналу за 21 травня 2015. Процитовано 9 травня 2015.
9. ↑  Costigan, Lucy; Cullen, Michael (2010). Strangest Genius: The Stained Glass of Harry Clarke. Dublin: The History Press Ireland. с. 16. ISBN 9781845889715.
10. ↑  Margaret Clarke blue plaque in Newry. Blue Plaque Places. Архів оригіналу за 18 травня 2015. Процитовано 9 травня 2015.
11. 1 2  Devlin, Patrick. Margaret Clarke (1888 - 1961): Artist. The Dictionary of Ulster Biography. Архів оригіналу за 5 січня 2017. Процитовано 9 травня 2015.
12. 1 2 3 4 5 6  Margaret Clarke RHA (1888-1961). Encyclopedia of Visual Artists in Ireland. Visual Arts Cork. Архів оригіналу за 9 липня 2018. Процитовано 9 травня 2015.